# Nicolae Rădescu

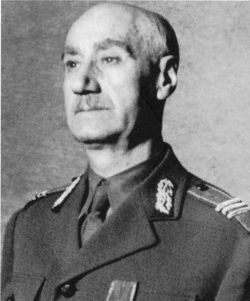
Nicolae Rădescu

Nicolae Rădescu (* 30. März 1874 in Călimănești, Rumänien; † 16. Mai 1953 in New York City, Vereinigte Staaten) war Generalleutnant der Armata Română und vom 7. Dezember 1944 bis zum 1. März 1945 Ministerpräsident der letzten bürgerlichen Regierung des Königreichs Rumänien vor der Umwandlung des Staates in die Volksrepublik Rumänien.

## Leben
Im Ersten Weltkrieg wurde Rădescu der Militärorden Michael der Tapfere verliehen. Von April 1926 bis Juli 1928 diente er als rumänischer Militärattaché in London. Nach seiner Rückkehr nach Rumänien war er als königlicher Ordonnanzoffizier tätig. 1930 wurde er aus Altersgründen aus dem Militärdienst entlassen.
Rădescu unterstützte  vor dem Zweiten Weltkrieg die faschistische Partei Cruciada Românismului (deutsch Kreuzzug des Rumänismus oder Rumänentums), eine Splittergruppe der Eisernen Garde unter Mihai Stelescu.
1941 kritisierte Rădescu in einem Brief an den damaligen Gesandten des Deutschen Reiches, Manfred von Killinger, dessen „ständiges Einmischen in rumänische Angelegenheiten“, als Antwort auf verunglimpfende Bemerkungen Killingers in Bezug auf Rumänien. Auf den Befehl des „Staatsführers“ Ion Antonescu wurde Rădescu darauf für zwei Jahre im Gefangenenlager Târgu Jiu interniert.
Am 23. August 1944, dem Tag des Königlichen Staatsstreichs und dem einhergehenden Seitenwechsel Rumäniens unter Michael I., wurde Rădescu aus der Haft entlassen. Im Oktober 1944 wurde er zum Generalstabschef ernannt, und am 6. Dezember 1944 löste er Constantin Sănătescu als Ministerpräsident ab. Er bekleidete ebenso das Amt des Innenministers.
In seiner Position vertrat Rădescu eine stark antikommunistisch ausgerichtete Politik, die sich an der Politik der griechischen Regierung unter Georgios Papandreou orientierte. Rădescu ließ möglicherweise im Februar 1945 in Bukarest auf eine Demonstration linker Kräfte schießen. Seine Version der Umstände war allerdings, dass sowjetische Einheiten auf die Demonstranten geschossen hätten, um Unruhen zu provozieren, die zu seiner Entlassung führen sollten. Dies nutzte die sowjetische Besatzungsmacht, um die politischen Kräfteverhältnisse weiter in ihrem Sinne umzugestalten.
Auf Druck des damaligen stellvertretenden sowjetischen Volkskommissars für Auswärtiges, Andrei Wyschinski, wurde Rădescu am 1. März 1945 von König Michael I. aus seinem Amt entlassen und von seinem Stellvertreter Petru Groza abgelöst. Wyschinski hatte gedroht andernfalls die staatliche Souveränität Rumäniens in Frage zu stellen. In der Folge wandelte sich das Land unter der Führung der Rumänischen Kommunistischen Partei zur Volksrepublik Rumänien.
Rădescu, der nach seiner Entlassung um Leib und Leben bangte, konnte für die nächsten neun Wochen im britischen Botschaftsgebäude Unterschlupf finden, bis die britische und sowjetische Regierung ein Abkommen über die Sicherheit Rădescus getroffen hatten. Das rumänische Innenministerium stellte ihn ab dem 11. November unter Hausarrest. Dort verblieb er bis zum Frühjahr 1946, bis er ein Auto mit Fahrer und Personenschutz zur Verfügung gestellt bekam. Nach einer Veranstaltung im Bukarester Athenäum am 15. März 1946 wurde Rădescu von einem Schlägertrupp mit Knüppeln angegriffen, wobei er und sein Leibwächter verletzt wurden. Nach diesem Vorfall entschloss sich Rădescu, das Land zu verlassen. Seine Flucht wurde von seinem Sekretär Barbu Nicolescu organisiert. Am 15. Juni 1946 hob ein Flugzeug mit Rădescu, seinem Sekretär und vier weiteren Personen an Bord von einem Flugfeld im Bukarester Stadtteil Cotroceni ab und landete darauf in Zypern.
Rădescu zog nach New York, wo er das antikommunistische Romanian National Committee unter der Schirmherrschaft von Michael I. mitbegründete. Im Februar 1950 setzte er sich für eine öffentliche finanzielle Rechenschaftspflicht des Komitees ein und trat nach Unstimmigkeiten mit anderen Mitgliedern hierüber als Vorsitzender zurück. Seine Nachfolge übernahm der frühere rumänische Außenminister Constantin Vișoianu. Rădescu starb 1953 in New York.
Auf eine Initiative des rumänischen Ministerpräsidenten Mugur Isărescu wurden die sterblichen Überreste Rădescus im Jahr 2000 nach Rumänien zurückgeführt, wo er gemäß seinen testamentarischen Wünschen auf dem Friedhof Bellu in Bukarest nach Rumänisch-Orthodoxem Ritus am 23. November beigesetzt wurde.